# 蒂博雷的牧师
《蒂博雷的牧师》（英語：The Vicar of Dibley）是一部BBC情景喜剧，1994年11月至1998年1月、1999年12月至2007年1月间播出。其背景设置在迎来了一名女牧师的虚构牛津郡小镇蒂博雷。
它是英国最受欢迎的电视节目之一，收视率多次位居全国前十。此外，它还获得了三项英国喜剧奖、两项国际艾美奖和六项英国学院电视奖提名。2004年，它位列BBC《英国最佳情景喜剧》（Britain's Best Sitcom）第三名。

## 背景
这部剧最初是理查德·柯蒂斯为唐·弗兰奇量身打造的，主人公的形象塑造借鉴了英格兰教会的第一位女牧师乔伊·卡罗尔（Joy Carroll，1994年任职），柯蒂斯和弗兰奇曾专门向卡罗尔请教人物形象问题。